# Philharmostes corruscus
Philharmostes corruscus är en skalbaggsart som beskrevs av Leon Fairmaire 1903. Philharmostes corruscus ingår i släktet Philharmostes och familjen Hybosoridae. Inga underarter finns listade i Catalogue of Life.